# Марковський ВТТ
Марковський ВТТ (рос. МАРКОВСКИЙ ИТЛ, ИТЛ и Строительство Северной водопроводной станции, Севводстрой) — спеціалізований виправно-трудовий табір, організований в 1948 році для будівництва Північної водопровідної станції в системі каналу імені Москви, а також всієї супутньої інфраструктури і допоміжних виробництв. Дислокувався в районі залізничних платформ Марк і Долгопрудная.
Закритий 29 квітня 1953, при цьому всі табірні підрозділи були передані Управлінню виправно-трудових таборів і колоній Управління Мін'юсту СРСР по Московській області.

## Підпорядкування
- З 24.02.1948 — Головгідробуд МВС СРСР
- З 09.11.1949 — Головне управління таборів залізничного будівництва (ГУЛЖДС)
- З 02.04.1953 — ГУЛАГ Міністерства юстиції СРСР

## Виконувані роботи
- Будівництво Північної водопровідної станції для потреб Москви
- Будівництво житлового фонду (в тому числі житлового містечка на станції Ліанозово)
- Будівництво комунально-побутових і санітарних установ
- Будівництво автодоріг, під'їзних залізничних шляхів, складів тощо
- Будівництво центрального бетонного заводу і цеху ЗБВ
- Договірні роботи на ліанозовській заводі (№ 31), потім на заводі № 2 МАП СРСР (січень-грудень 1952)
- Всі роботи стройконтори Головного управління таборів залізничного будівництва (передана Управлінню Севводстроя 25.02.1953)
- Лісозаготівельні (Костромська область, в районі селища Мантурово)
- Видобуток гравію, булижника каменю, щебеню і т. д.

## Начальники
- генерал-майор Завгородній Г.С., з 12.03.48 по 09.07.48;
- виконуючий обов'язки начальника - підполковник Хаскін В.М., з 09.07.48 -?;
- генерал-майор Горшков А.П., з 16.08.48 по 15.01.49;
- генерал-майор Юхимович С.П., з 15.01.49 по 05.06.50;
- полковник інтендантської служби Могилевський С.А., з 05.06.50 - не раніше 12.52;
- виконуючий обов'язки начальника - інженер-майор Розумний Н.І., з 05.01.51 -? ;
- полковник в / с Лосєв П.М., з 01.04.53 - не раніше 13.05.53;
- голова ліквідаційного комітету - капітан Смирнов?.?. (згад. 08.06.53);
- з / н - підполковник Хаскін В.М.,? - 09.01.51;
- полковник Лосєв П.М., з 09.01.51 по 01.04.53